# LNF Manager 99
LNF Manager 99 (The F.A. Premier League Football Manager 99) un jeu vidéo de gestion d'équipe de football dans lequel le joueur prend le rôle de manager d'un club. Il a été développé par EA Sports.

## Accueil
- CD-Action : 5/10[1]